# Гатлинг, Крис
Крис Реймонд Гатлинг (англ. Chris Raymond Gatling; род. 3 сентября 1967, Элизабет, Нью-Джерси) — американский профессиональный баскетболист. Играл за различные клубы НБА с 1991 по 2002 года. Он играл за сборную США на чемпионате мира 1990 года, на котором американцы завоевали бронзовые медали.

## Карьера в колледже
Гатлинг отыграл три года в Университете Олд Доминион после перевода туда из Университета Питтсбурга. С 1811 очками он шестой бомбардир «Олд Доминион» за всю историю. Он также сделал 859 подборов за карьеру, что ставит его на девятое место за всю историю. Гатлинг является лидером по проценту попаданий с игры в школе с показателем .606 (697–1150) и вторым по количеству игр с 30 набранными очками (12). В 1991 году его показатель с игры был .620 (251–405).
Гатлинг набрал 36 очков в игре против Университета Северной Каролины в Шарлотте в 1991 году и против Университета Алабамы из Бирмингеме в марте 1989 года. Он был удостоен почётного упоминания в всеамериканской сборной NCAA в 1990 и 1991 годах. Гатлинг был назван второкурсником года в 1988 году, а затем игроком года конференции Sun Belt в 1990 и 1991 годах. В 1991 году он был назван самым ценным игроком турнира конференции Sun Belt, поскольку он привел тогдашнюю седьмую сеяную команду «Монаркс» к финалу, где она проиграла команде «Саут Алабама».

## Профессиональная карьера
Гатлинг был выбран 16-м номером командой «Голден Стэйт Уорриорз» на драфте НБА 1991 года. Он провёл четыре года своей карьеры в «Уорриорз» и в среднем набирал 13,7 очков и 7,6 подборов за игру в своём последнем полном сезоне. В том же году Гатлинг возглавил НБА по проценту попаданий с игры — 0,633 — один из десяти самых высоких процентов в истории НБА.
Гатлинг был обменён вместе с Тимом Хардуэем в «Майами Хит» в середине сезона 1995/1996, а также играл за «Даллас Маверикс» и «Нью-Джерси Нетс» в сезоне 1996/1997 (представляя «Маверикс» на Матче всех звезд НБА 1997 года всего за несколько дней до обмена в «Нетс»).
Гатлинг сыграл 78 игр за чуть более два сезона за «Нетс», прежде чем запросил обмен. Затем он играл за «Милуоки Бакс» в последних тридцати играх сокращенного из-за локаута сезона 1998/1999. Гатлинг сезон 1999/2000 провёл в составах «Орландо Мэджик» и «Денвер Наггетс». Его последние два сезона в НБА прошли с Кливленд Кавальерс и снова с «Хит». Гатлинг ушёл из НБА после сезона 2001/2002 со средними показателями по карьере 10,3 очка и 5,3 подбора за игру, а также с процентом попаданий с игры 0,513.
После завершения карьеры в НБА в 2002 году он отыграл один сезон в составе московского ЦСКА.
Карьеру баскетболиста завершил в 2003 году в составе итальянского клуба «Скаволини».

## Личная жизнь
Гатлинг учился в средней школе Элизабет в Элизабете, штат Нью-Джерси. Гатлинг известен тем, что часто использовал повязку на голову в качестве аксессуара к своей форме НБА. В 2001 году он заявил, что начал эту практику в качестве напоминания о том, что ему повезло остаться в живых после перенесенной в подростковом возрасте серьезной травмы головы.
В декабре 2017 года Гатлинг был приговорен в округе Марикопа, штат Аризона, к двум с половиной годам тюремного заключения за мошенничество.

## Статистика

### Статистика в НБА
| Сезон                                                                                    | Команда      | Регулярный сезон | Регулярный сезон | Регулярный сезон | Регулярный сезон | Регулярный сезон | Регулярный сезон | Регулярный сезон | Регулярный сезон | Регулярный сезон | Регулярный сезон | Регулярный сезон | Серия плей-офф | Серия плей-офф | Серия плей-офф | Серия плей-офф | Серия плей-офф | Серия плей-офф | Серия плей-офф | Серия плей-офф | Серия плей-офф | Серия плей-офф | Серия плей-офф |
| Сезон                                                                                    | Команда      | GP               | GS               | MPG              | FG%              | 3P%              | FT%              | RPG              | APG              | SPG              | BPG              | PPG              | GP             | GS             | MPG            | FG%            | 3P%            | FT%            | RPG            | APG            | SPG            | BPG            | PPG            |
| ---------------------------------------------------------------------------------------- | ------------ | ---------------- | ---------------- | ---------------- | ---------------- | ---------------- | ---------------- | ---------------- | ---------------- | ---------------- | ---------------- | ---------------- | -------------- | -------------- | -------------- | -------------- | -------------- | -------------- | -------------- | -------------- | -------------- | -------------- | -------------- |
| 1991/92                                                                                  | Голден Стэйт | 54               | 1                | 11,3             | 56,8             | 0,0              | 66,1             | 3,4              | 0,3              | 0,6              | 0,7              | 5,7              | 4              | 0              | 20,3           | 62,1           | -              | 63,6           | 6,3            | 0,0            | 0,5            | 2,5            | 12,5           |
| 1992/93                                                                                  | Голден Стэйт | 70               | 11               | 17,8             | 53,9             | 0,0              | 72,5             | 4,6              | 0,6              | 0,6              | 0,8              | 9,3              | Не участвовал  | Не участвовал  | Не участвовал  | Не участвовал  | Не участвовал  | Не участвовал  | Не участвовал  | Не участвовал  | Не участвовал  | Не участвовал  | Не участвовал  |
| 1993/94                                                                                  | Голден Стэйт | 82               | 23               | 15,8             | 58,8             | 0,0              | 62,0             | 4,8              | 0,5              | 0,5              | 0,8              | 8,2              | 3              | 1              | 18,0           | 61,5           | -              | 76,9           | 5,7            | 1,3            | 0,7            | 0,3            | 8,7            |
| 1994/95                                                                                  | Голден Стэйт | 58               | 22               | 25,3             | 63,3             | 0,0              | 59,2             | 7,6              | 0,9              | 0,7              | 0,9              | 13,7             | Не участвовал  | Не участвовал  | Не участвовал  | Не участвовал  | Не участвовал  | Не участвовал  | Не участвовал  | Не участвовал  | Не участвовал  | Не участвовал  | Не участвовал  |
| 1995/96                                                                                  | Голден Стэйт | 47               | 2                | 18,3             | 55,5             | 0,0              | 63,6             | 5,1              | 0,6              | 0,4              | 0,6              | 9,1              | Не участвовал  | Не участвовал  | Не участвовал  | Не участвовал  | Не участвовал  | Не участвовал  | Не участвовал  | Не участвовал  | Не участвовал  | Не участвовал  | Не участвовал  |
| 1995/96                                                                                  | Майами       | 24               | 0                | 23,5             | 59,8             | -                | 73,3             | 7,3              | 0,7              | 0,7              | 0,5              | 15,2             | 3              | 0              | 22,7           | 27,3           | -              | 50,0           | 8,0            | 0,3            | 0,7            | 0,0            | 6,0            |
| 1996/97                                                                                  | Даллас       | 44               | 1                | 27,1             | 53,3             | 16,7             | 70,6             | 7,9              | 0,6              | 0,8              | 0,7              | 19,1             | Не участвовал  | Не участвовал  | Не участвовал  | Не участвовал  | Не участвовал  | Не участвовал  | Не участвовал  | Не участвовал  | Не участвовал  | Не участвовал  | Не участвовал  |
| 1996/97                                                                                  | Нью-Джерси   | 3                | 0                | 30,7             | 41,9             | -                | 93,8             | 7,3              | 1,0              | 1,3              | 0,0              | 17,0             | Не участвовал  | Не участвовал  | Не участвовал  | Не участвовал  | Не участвовал  | Не участвовал  | Не участвовал  | Не участвовал  | Не участвовал  | Не участвовал  | Не участвовал  |
| 1997/98                                                                                  | Нью-Джерси   | 57               | 16               | 23,8             | 45,5             | 25,0             | 60,0             | 5,9              | 0,9              | 0,9              | 0,5              | 11,5             | 3              | 1              | 27,0           | 50,0           | -              | 66,7           | 3,3            | 0,7            | 0,7            | 0,7            | 15,3           |
| 1998/99                                                                                  | Нью-Джерси   | 18               | 2                | 15,6             | 37,1             | 0,0              | 50,0             | 3,6              | 0,7              | 0,4              | 0,2              | 4,7              | Не участвовал  | Не участвовал  | Не участвовал  | Не участвовал  | Не участвовал  | Не участвовал  | Не участвовал  | Не участвовал  | Не участвовал  | Не участвовал  | Не участвовал  |
| 1998/99                                                                                  | Милуоки      | 30               | 1                | 16,5             | 48,2             | 14,3             | 36,2             | 3,8              | 0,7              | 0,8              | 0,2              | 6,3              | 2              | 0              | 6,0            | 0,0            | -              | 0,0            | 1,5            | 0,0            | 0,5            | 0,0            | 0,0            |
| 1999/00                                                                                  | Орландо      | 45               | 0                | 23,1             | 45,5             | 30,4             | 69,8             | 6,6              | 0,9              | 1,1              | 0,2              | 13,3             | Не участвовал  | Не участвовал  | Не участвовал  | Не участвовал  | Не участвовал  | Не участвовал  | Не участвовал  | Не участвовал  | Не участвовал  | Не участвовал  | Не участвовал  |
| 1999/00                                                                                  | Денвер       | 40               | 0                | 19,3             | 45,6             | 23,4             | 74,2             | 5,1              | 0,8              | 0,9              | 0,3              | 10,4             | Не участвовал  | Не участвовал  | Не участвовал  | Не участвовал  | Не участвовал  | Не участвовал  | Не участвовал  | Не участвовал  | Не участвовал  | Не участвовал  | Не участвовал  |
| 2000/01                                                                                  | Кливленд     | 74               | 6                | 22,6             | 44,9             | 30,4             | 68,4             | 5,3              | 0,8              | 0,7              | 0,4              | 11,4             | Не участвовал  | Не участвовал  | Не участвовал  | Не участвовал  | Не участвовал  | Не участвовал  | Не участвовал  | Не участвовал  | Не участвовал  | Не участвовал  | Не участвовал  |
| 2001/02                                                                                  | Майами       | 54               | 1                | 15,0             | 44,7             | 12,5             | 70,1             | 3,8              | 0,5              | 0,3              | 0,2              | 6,4              | Не участвовал  | Не участвовал  | Не участвовал  | Не участвовал  | Не участвовал  | Не участвовал  | Не участвовал  | Не участвовал  | Не участвовал  | Не участвовал  | Не участвовал  |
|                                                                                          | Всего        | 700              | 86               | 19,7             | 51,3             | 24,9             | 66,0             | 5,3              | 0,7              | 0,7              | 0,5              | 10,3             | 15             | 2              | 19,7           | 49,0           | -              | 62,3           | 5,3            | 0,5            | 0,6            | 0,9            | 9,3            |
| Наведите курсор мыши на аббревиатуры в заголовке таблицы, чтобы прочесть их расшифровку. |              |                  |                  |                  |                  |                  |                  |                  |                  |                  |                  |                  |                |                |                |                |                |                |                |                |                |                |                |

### Статистика в NCAA
| Сезон | Команда      | Conf     | Class | GP | GS | MPG  | FG%  | 3P% | FT%  | RPG  | APG | SPG | BPG | PPG  |
| --- | ------------ | -------- | ----- | -- | -- | ---- | ---- | --- | ---- | ---- | --- | --- | --- | ---- |
| 1988/89 | Олд Доминион | Sun Belt | SO    | 27 |    | 31,1 | 61,6 | -   | 70,4 | 9,0  | 0,9 | 1,4 | 2,3 | 22,4 |
| 1989/90 | Олд Доминион | Sun Belt | JR    | 26 |    | 31,6 | 58,0 | -   | 67,0 | 10,0 | 1,0 | 1,8 | 1,9 | 20,5 |
| 1990/91 | Олд Доминион | Sun Belt | SR    | 32 | 30 | 31,3 | 62,0 | 0,0 | 69,2 | 11,1 | 0,8 | 1,9 | 2,7 | 21,0 |
| Всего | Всего        | Всего    | Всего | 85 | 30 | 31,3 | 60,6 | 0,0 | 68,9 | 10,1 | 0,9 | 1,7 | 2,3 | 21,3 |
| Наведите курсор мыши на аббревиатуры в заголовке таблицы, чтобы прочесть их расшифровку Статистика приведена с сайта sports-reference.com |              |          |       |    |    |      |      |     |      |      |     |     |     |      |